# Cúp FA Hàn Quốc 2010
Cúp FA Hàn Quốc 2010, hay Cúp FA Hana Bank vì lý do tài trợ, là mùa giải thứ 15 của Cúp FA Hàn Quốc. Mùa giải khởi tranh từ ngày 6 tháng 3 năm 2010 và kết thúc vào ngày 24 tháng 10 năm 2010.
Đội vô địch giành suất tham dự AFC Champions League 2011.

## Lịch thi đấu
| Vòng        | Ngày                    | Số trận   | Số đội    | Số đội mới thi đấu vòng này                                                                                               |
| ----------- | ----------------------- | --------- | --------- | --- |
| Vòng Một    | 6, 7 tháng 3 năm 2010   | 9         | 18 → 9    | 08 CLB xếp thứ 2 ~ 9 K3 League 2009 02 CLB xếp thứ 1 và 2 U-League 2009 08 CLB xếp thứ 1 & 2 các giải đại học khác        |
| Vòng Hai    | 20, 21 tháng 3 năm 2010 | 8         | 16 → 8    | 04 CLB xếp thứ 10 ~ 13 Korea National League 2009 02 CLB mới của Korea National League 2010 01 CLB vô địch K3 League 2009 |
| Vòng 32 đội | 21 tháng 4 năm 2010     | 16        | 32 → 16   | 15 CLB xếp thứ 1 ~ 15 K-League 2009 09 CLB xếp thứ 1 ~ 9 Korea National League 2009                                       |
| Vòng 16 đội | 21 tháng 7 năm 2010     | 8         | 16 → 8    | |
| Tứ kết      | 18 tháng 8 năm 2010     | 4         | 8 → 4     | |
| Bán kết     | 29 tháng 9 năm 2010     | 2         | 4 → 2     | |
| Chung kết   | 24 tháng 10 năm 2010    | 1         | 2 → 1     | |
| Tổng cộng   | Tổng cộng               | Tổng cộng | Tổng cộng | 49 CLB |

## Các đội bóng tham gia

### K-League
Tất cả các đội bóng ở K-League thi đấu từ vòng 32 đội. Có tổng cộng 15 đội thi đấu ở mùa giải 2010.
| - Busan I'Park (Vòng 32 đội) - Chunnam Dragons (Vòng 32 đội) - Daegu FC (Vòng 32 đội) - Daejeon Citizen (Vòng 32 đội) - FC Seoul (Vòng 32 đội) - Gangwon FC (Vòng 32 đội) - Gwangju Sangmu (Vòng 32 đội) - Gyeongnam FC (Vòng 32 đội) | - Incheon United (Vòng 32 đội) - Jeju United (Vòng 32 đội) - Jeonbuk Hyundai Motors (Vòng 32 đội) - Pohang Steelers (Vòng 32 đội) - Seongnam Ilhwa Chunma (Vòng 32 đội) - Suwon Samsung Bluewings (Vòng 32 đội) - Ulsan Hyundai (Vòng 32 đội) |

### Korea National League
Có 9 đội Korea National League thi đấu từ vòng 32 đội, 6 đội còn lại thi đấu từ vòng Hai. Tổng cộng có 15 đội thi đấu ở mùa giải 2010.
| - Ansan Hallelujah (Vòng 32 đội) - Busan Transportation Corporation (Vòng 32 đội) - Changwon City FC (Vòng 32 đội) - Cheonan City FC (Vòng Hai) - Chungju Hummel FC (Vòng Hai) - Daejeon Korea Hydro & Nuclear Power (Vòng Hai) - Gangneung City FC (Vòng 32 đội) - Gimhae City FC (Vòng 32 đội) | - Goyang KB Kookmin Bank (Vòng 32 đội) - Incheon Korail (Vòng 32 đội) - Mokpo City FC (Vòng Hai) - Suwon City FC (Vòng 32 đội) - Ulsan Hyundai Mipo Dolphin (Vòng 32 đội) - Yesan FC (Vòng Hai) - Yongin City FC (Vòng Hai) |

### K3 League
Chỉ có Pocheon FC, đội vô địch K3 League 2009, thi đấu từ vòng Hai và 9 đội bóng của K3 League 2009 thi đấu từ vòng Một. Các đội K3 League khác không tham gia. Tổng cộng có 9 đội thi đấu ở mùa giải 2010.
| - Bucheon FC 1995 (Vòng Một) - Cheonan FC (Vòng Một) - Cheongju Jikji FC (Vòng Một) - Gwangju Gwangsan FC (Vòng Một) - Gyeongju Citizen (Vòng Một) | - Icheon Citizen (Vòng Một) - Namyangju Citizen (Vòng Một) - Pocheon FC (Vòng Hai) - Yongin Citizen (Vòng Một) |

### Đại học
Tất cả các đội bóng đại học thi đấu từ vòng Một. Đội vô địch và á quân của U-League 2009 và đội vô địch của các giải đại học khác thi đấu ở mùa giải 2010.
| - Đại học Dankook (vô địch U-League 2009, á quân National University Tournament 2009) - Đại học Jeonju (á quân U-League 2009) - Đại học Dong-A (vô địch Spring College League Tournament 2009) - Đại học Kwangwoon (á quân Spring College League Tournament 2009) - Đại học Hongik (vô địch Korean National Sports Festival University level 2009) | - Đại học Hàn Quốc (vô địch National University Football Championship 2009) - Đại học Dongguk (á quân National University Football Championship 2009) - Đại học Kyunghee (á quân Autumn College League Tournament 2009) - Đại học Sungkyunkwan (vô địch Autumn College League Tournament 2009) - Đại học Soongsil (vô địch National University Tournament 2009) |

## Kết quả

### Vòng Sơ loại

#### Vòng Một
Lễ bốc thăm vòng Một diễn ra vào ngày 5 tháng 2 năm 2010.
| 6 tháng 3 năm 2010 | Đại học Hongik | 0 – 1 (h.p) | Đại học Kwangwoon   | Sân vận động Yongin |  |
| 11:00 KST          |                |             | Jeon Sung-Chan 104' |                     |  |

| 6 tháng 3 năm 2010 | Bucheon FC 1995                              | 4 – 0 | Đại học Hàn Quốc | Sân vận động Bucheon |  |
| 14:00 KST          | Shin Kang-Sun 11', 22', 52' · Kim Du-Kyo 19' |       |                  |                      |  |

| 6 tháng 3 năm 2010 | Đại học Dankook                                               | 4 – 2 (h.p) | Namyangju Citizen                   | Cơ sở Cheonan Đại học Dankook |  |
| 14:00 KST          | Bae Il-Hwan 8' · Yoon Jung-Min 38', 103' · Kim Tae-Hyung 112' |             | Yoo Dong-Kyu 6' · Hyun Jung-Hun 21' |                               |  |

| 6 tháng 3 năm 2010 | Yongin Citizen      | 1 – 2 | Đại học Sungkyunkwan              | Sân vận động Yongin |  |
| 14:00 KST          | Park Young-Keun 33' |       | Kim Deok-Il 58' · Kim In-Sung 85' |                     |  |

| 6 tháng 3 năm 2010 | Gyeongju Citizen | 1 – 2 (h.p) | Đại học Dong-A                        | Sân vận động Gyeongju |  |
| 14:00 KST          | Choi Jae-Nam 59' |             | Kim Hyun-Soo 32' · Lee Jin-Young 100' |                       |  |

| 6 tháng 3 năm 2010 | Cheongju Jikji FC | 1 – 2 | Đại học Dongguk         | Công viên bóng đá Cheongju Yongjung |  |
| 14:00 KST          | Sim Jin-Hyung 64' |       | Chu Pyung-Gang 26', 88' |                                     |  |

| 6 tháng 3 năm 2010 | Đại học Jeonju | 0 – 0 (h.p) (5 – 4 p) | Cheonan FC | Đại học Jeonju |
| 14:00 KST          |                |                       |            |                |

| 6 tháng 3 năm 2010 | Icheon Citizen   | 1 – 2 | Đại học Soongsil    | Sân tập Sân vận động Thành phố Icheon |  |
| 14:00 KST          | Lee Chul-Hee 90' |       | Ko Mu-Yeol 73', 90' |                                       |  |

| 6 tháng 3 năm 2010 | Đại học Kyunghee                                                              | 4 – 2 | Gwangju Gwangsan FC                 | Trung tâm Bóng đá Yongin |  |
| 14:00 KST          | Kim Hyuk-Jin 30' · Jeong Woo-Young 57' · Lee Gwang-sun 70' · Kwon Han-Jin 90' |       | Kim Ji-Hwan 20' · Lee Hyung-Min 79' |                          |  |

#### Vòng Hai
Lễ bốc thăm vòng Hai diễn ra vào ngày 10 tháng 3 năm 2010.
| 20 tháng 3 năm 2010 | Yongin City     | 1 – 1 (h.p) (7 – 6 p) | Đại học Kwangwoon | Trung tâm Bóng đá Yongin |  |
| 14:00 KST | Kwon O-Kyu 110' | | Ahn Dong-Hyuk 97' |                          |  |
| |                 | Loạt sút luân lưu |                   |                          |  |
| Do Jae-Jun · Shin Young-Jun · Chu Jung-Hyun · Ji Ho-Cheol · Jeong Woo-In · Shin Jun-Su · Oh Cheol-Seok · Lee Kwang-Suk |                 | No Dae-Ho · Jeong Seong-Min · Kim Hak-Jin · Jeon Seong-Chan · Kim Chang-Hun · Song Seong-Hyun · Kim Nam-Chun · Ahn Dong-Hyuk |                   |                          |  |

| 20 tháng 3 năm 2010 | Mokpo City                                                              | 4 – 0 | Đại học Dong-A        | Trung tâm bóng đá quốc tế Mokpo |  |
| 14:00 KST           | Hong Jong-Ho 5' · Seo Seok-Won 22' · Lee Jong-Min 28' · Choi Woo-Ri 75' |       | Baek Dong-Kyu 18' 50' |                                 |  |

| 20 tháng 3 năm 2010 | Yesan FC         | 1 – 2 (h.p) | Đại học Jeonju                                                 | Sân vận động Yesan Civil |  |
| 14:00 KST           | Kim Kwan-sik 41' |             | Kim Jung-Hyun 60' · Jin Dae-Sung 112' · Jung Hoi-Beom 63' 115' |                          |  |

| 20 tháng 3 năm 2010 | Chungju Hummel                             | 3 – 1 | Đại học Soongsil   | Sân vận động Chungju |  |
| 14:00 KST           | Jeong Hee-Jin 30', 42' · Choi Yong-Sun 45' |       | Hong Dong-Hyun 57' |                      |  |

| 20 tháng 3 năm 2010 | Đại học Dankook   | 1 – 2 | Daejeon KHNP                       | Đại học Dankook |  |
| 14:00 KST           | Kim Young-Hun 63' |       | Jeong Woong 51' · Cho Hyun-Jae 52' |                 |  |

| 20 tháng 3 năm 2010 | Bucheon FC 1995                          | 1 – 2 | Cheonan City                      | Sân vận động Bucheon |  |
| 14:00 KST           | Shin Kang-Sun 81' · Lee Seol-Min 63' 89' |       | Lee Won-Sik 86' · Lee Su-Hwan 89' |                      |  |

| 20 tháng 3 năm 2010 | Đại học Kyunghee | 1 – 0 | Đại học Sungkyunkwan | Trung tâm Bóng đá Yongin |  |
| 14:00 KST           | Kwon Han-Jin 11' |       |                      |                          |  |

| 20 tháng 3 năm 2010 | Pocheon FC      | 1 – 3 | Đại học Dongguk                            | Sân vận động Pocheon |  |
| 14:00 KST           | Park Du-Jin 30' |       | Choi Kwon-Su 8' · Hwang Myung-Kyu 52', 80' |                      |  |

### Vòng Chung kết

#### Vòng 32 đội
Lễ bốc thăm vòng 32 đội diễn ra vào ngày 29 tháng 3 năm 2010.
| 21 tháng 4 năm 2010 | Seongnam Ilhwa Chunma   | 1 – 0 | Yongin City                        | Khu liên hợp thể thao Tancheon |  |
| 19:00 KST           | Min Kyung-Il 58' (l.n.) |       | Go Beom-Su 76' · Lee Gyu-Cheol 85' | Lượng khán giả: 260            |  |

| 21 tháng 4 năm 2010                                                             | FC Seoul                                          | 1 – 1 (h.p) (4 – 3 p)                                                         | Mokpo City                           | Sân vận động World Cup Seoul |  |
| 19:00 KST                                                                       | Hyun Young-Min 103' (ph.đ.) · Lee Seung-Ryul 108' |                                                                               | Seo Seok-Won 104' · Cho Woo-Jin 108' | Lượng khán giả: 1,195        |  |
|                                                                                 |                                                   | Loạt sút luân lưu                                                             |                                      |                              |  |
| Hyun Young-Min · Ha Dae-Sung · Kang Jung-Hoon · Ou Kyoung-Jun · Bang Seung-Hwan |                                                   | Bae Dong-Hyun · Hwang Soon-Min · Jang Tae-San · Seo Seok-Won · Jang Dong-Hyuk |                                      |                              |  |

| 21 tháng 4 năm 2010 | Jeonbuk Hyundai Motors                                            | 5 – 0 | Đại học Jeonju                            | Sân vận động World Cup Jeonju |  |
| 19:00 KST           | Lim Sang-Hyub 10', 54', 71' · Seo Jung-Jin 43' · Sim Woo-Yeon 55' |       | Hyun Jung-Seok 51' · No Sung-Chan 65' 85' | Lượng khán giả: 2,132         |  |

| 21 tháng 4 năm 2010 | Pohang Steelers                                                         | 5 – 1 | Chungju Hummel   | Sân vận động Steelyard |  |
| 19:00 KST           | Mota 22' · Alexsandro 32', 82' · Choi Hyun-Youn 40' · Jung Seok-Min 59' |       | Jung Hee-Jin 52' | Lượng khán giả: 2,800  |  |

| 21 tháng 4 năm 2010 | Suwon Samsung Bluewings | 2 – 0 | Đại học Dongguk | Sân vận động World Cup Suwon |  |
| 19:00 KST           | Juninho 50', 60'        |       |                 | Lượng khán giả: 1,100        |  |

| 21 tháng 4 năm 2010 | Busan I'Park                             | 3 – 0 | Incheon Korail | Sân vận động Asiad Busan |  |
| 19:00 KST           | Han Sang-Woon 11' · Park Hee-Do 17', 49' |       |                | Lượng khán giả: 365      |  |

| 21 tháng 4 năm 2010 | Ulsan Hyundai                                                                                          | 5 – 2 | Goyang KB Kookmin Bank              | Sân vận động Phức hợp Ulsan |  |
| 19:00 KST           | Oh Jang-Eun 11' · Ortigoza 28' · Jung Dae-Sun 38' · Estiven 49' · Kim Shin-Wook 59' · Kim Dong-Jin 63' |       | Lee Sang-Woo 18' · Cha Jong-Yun 82' | Lượng khán giả: 1,325       |  |

| 21 tháng 4 năm 2010 | Gwangju Sangmu                                             | 3 – 0 | Ulsan Hyundai Mipo Dolphin | Sân vận động World Cup Gwangju |  |
| 19:00 KST           | Kim Dong-hyun 24' · Jeon Kwang-Hwan 40' · Cho Yong-Tae 55' |       |                            | Lượng khán giả: 500            |  |

| 21 tháng 4 năm 2010 | Chunnam Dragons                                                                             | 6 – 2 | Gimhae City                        | Sân vận động Gwang-Yang |  |
| 19:00 KST           | Ji Dong-Won 5' · Kim Myung-Joong 10' · Índio 21', 87' · Song Jung-Hyun 69' · Ko Cha-Won 77' |       | Choo Woon-Gi 50' · Lee Jin-Hee 76' | Lượng khán giả: 600     |  |

| 21 tháng 4 năm 2010 | Changwon City                                            | 2 – 3 | Gyeongnam FC                                | Trung tâm bóng đá Changwon |  |
| 19:00 KST           | Kim Man-Hee 40' · Lee Sang-Geun 85' · Kim Dong-Young 90' |       | Kim Dong-Chan 23' · Lee Hun 26' · Lúcio 60' | Lượng khán giả: 450        |  |

| 21 tháng 4 năm 2010 | Ansan Hallelujah  | 1 – 2 | Incheon United                       | Sân vận động Ansan Wa~ |  |
| 19:00 KST           | Han Young-Goo 83' |       | Choi Jae-Eun 42' · Yoo Byung-Soo 77' | Lượng khán giả: 300    |  |

| 21 tháng 4 năm 2010 | Suwon City     | 1 – 0 (h.p) | Daegu FC | Sân vận động Suwon Civil |  |
| 19:00 KST           | Jang Hyeok 95' |             |          | Lượng khán giả: 430      |  |

| 21 tháng 4 năm 2010 | Busan Transportation Corporation | 1 – 3 | Jeju United               | Sân vận động Busan Gudeok |  |
| 19:00 KST           | Park Joon-Hong 61'               |       | Leo 17' · Santos 48', 73' | Lượng khán giả: 300       |  |

| 21 tháng 4 năm 2010 | Daejeon KHNP      | 1 – 0 (h.p) | Gangwon FC | Sân vận động Daejeon Hanbat |  |
| 19:00 KST           | Kim Gi-Joong 105' |             |            | Lượng khán giả: 300         |  |

| 21 tháng 4 năm 2010 | Daejeon Citizen                     | 3 – 1 | Đại học Kyunghee | Sân vận động World Cup Daejeon |  |
| 19:00 KST           | Válber 70', 89' · Ko Chang-Hyun 82' |       | Kim Dong-Gi 2'   | Lượng khán giả: 464            |  |

| 21 tháng 4 năm 2010 | Cheonan City      | 1 – 2 (h.p) | Gangneung City                         | Sân vận động Cheonan Baekseok |  |
| 19:00 KST           | Lee Yong-Hoon 79' |             | Kim Jang-Hyun 59' · Hong Hyung-Gi 101' | Lượng khán giả: 312           |  |

#### Vòng 16 đội
Lễ bốc thăm vòng 16 đội diễn ra vào ngày 28 tháng 6 năm 2010.
| 21 tháng 7 năm 2010 | Jeonbuk Hyundai Motors          | 2 – 1 | Gangneung City    | Sân vận động World Cup Jeonju |  |
| 19:00 KST           | Lee Kwang-Hyun 30' · Eninho 68' |       | Sim Jae-Won 45+3' | Lượng khán giả: 3,247         |  |

| 21 tháng 7 năm 2010 | Daejeon Citizen | 0 – 3 | Seongnam Ilhwa Chunma               | Sân vận động World Cup Daejeon |  |
| 19:00 KST           |                 |       | Song Ho-Young 44' · Molina 65', 89' | Lượng khán giả: 1,001          |  |

| 21 tháng 7 năm 2010 | Jeju United      | 1 – 0 | Ulsan Hyundai | Sân vận động World Cup Jeju |  |
| 19:00 KST           | Kim Eun-Jung 87' |       |               | Lượng khán giả: 1,738       |  |

| 21 tháng 7 năm 2010 | Busan I'Park                        | 2 – 1 | FC Seoul         | Sân vận động Asiad Busan |  |
| 19:00 KST           | Han Sang-Woon 71' · Lee Jung-Ho 84' |       | Choi Hyo-Jin 42' | Lượng khán giả: 3,784    |  |

| 21 tháng 7 năm 2010 | Suwon Samsung Bluewings                                          | 4 – 1 | Suwon City    | Sân vận động World Cup Suwon |  |
| 19:30 KST           | Jung Myung-O 1' (l.n.) · Lee Sang-ho 33' · Baek Ji-Hoon 55', 85' |       | Oh Ki-Jae 52' | Lượng khán giả: 7,824        |  |

| 21 tháng 7 năm 2010 | Gyeongnam FC                              | 4 – 7 | Chunnam Dragons                                                                       | Trung tâm bóng đá Changwon |  |
| 19:00 KST           | Kim Young-Woo 26' · Lucio 43', 68', 90+3' |       | Lee Wan 38' 90' · Ji Dong-Won 41', 47', 87' · Adriano Chuva 59', 76' · Índio 62', 65' | Lượng khán giả: 5.329      |  |

| 21 tháng 7 năm 2010 | Gwangju Sangmu                           | 2 – 1 (h.p) | Pohang Steelers | Sân vận động World Cup Gwangju |  |
| 19:00 KST           | Choi Won-Kwon 45+2' · Park Won-Hong 108' |             | Kim Gi-Dong 21' | Lượng khán giả: 200            |  |

| 21 tháng 7 năm 2010 | Incheon United                | 2 – 0 | Daejeon KHNP | Sân vận động Incheon Munhak |  |
| 19:30 KST           | Yoo Byung-Soo 33' · Bruno 37' |       |              | Lượng khán giả: 1,327       |  |

#### Tứ kết
Lễ bốc thăm vòng Tứ kết diễn ra vào ngày 29 tháng 7 năm 2010.
| 18 tháng 8 năm 2010 | Busan I'Park                           | 2 – 1 (h.p) | Incheon United    | Sân vận động Asiad Busan |  |
| 20:00 KST           | Han Sang-Woon 10' · Yang Dong-Hyun 96' |             | Yoo Byung-Soo 48' | Lượng khán giả: 4,248    |  |

| 18 tháng 8 năm 2010 | Seongnam Ilhwa Chunma | 0 – 2 | Jeju United           | Khu liên hợp thể thao Tancheon |  |
| 19:30 KST           |                       |       | Kim Eun-Jung 20', 89' | Lượng khán giả: 1.214          |  |

| 18 tháng 8 năm 2010 | Suwon Samsung Bluewings              | 2 – 0 | Jeonbuk Hyundai Motors | Sân vận động World Cup Suwon |  |
| 19:30 KST           | Kwak Hee-Joo 36' · Yeom Ki-Hun 90+2' |       |                        | Lượng khán giả: 12,987       |  |

| 18 tháng 8 năm 2010 | Chunnam Dragons                            | 2 – 1 | Gwangju Sangmu    | Sân vận động Gwang-Yang |  |
| 19:00 KST           | Choi Won-Kwon 13' (l.n.) · Ji Dong-Won 80' |       | Choi Sung-Kuk 26' | Lượng khán giả: 6,534   |  |

#### Bán kết
Lễ bốc thăm vòng bán kết diễn ra vào ngày 13 tháng 9 năm 2010.
| 29 tháng 9 năm 2010 | Busan I'Park                                                                | 3 - 2 (h.p) | Chunnam Dragons                | Sân vận động Asiad Busan |  |
| 19:00 KST           | Yoo Ho-Joon 37' · Choo Sung-Ho 40' 53' · Han Sang-Woon 94' · Han Ji-Ho 110' |             | Índio 77' · Adriano Chuva 114' |                          |  |

| 29 tháng 9 năm 2010                                                       | Suwon Samsung Bluewings | 0 - 0 (h.p) (4 – 2 p)                                    | Jeju United | Sân vận động World Cup Suwon |
| 19:00 KST                                                                 |                         |                                                          |             |                              |
|                                                                           |                         | Loạt sút luân lưu                                        |             |                              |
| Naohiro Takahara · José Mota · Márcio Diogo · Yeom Ki-Hun · Yang Sang-Min |                         | Kim Eun-Jung · Gu Ja-Cheol · Lee Sang-Hyup · Danilo Neco |             |                              |

#### Chung kết
| 24 tháng 10 năm 2010 | Busan I'Park | 0 - 1 | Suwon Samsung Bluewings | Sân vận động Asiad Busan |  |
| 16:00 KST            |              |       | Yeom Ki-Hun 26'         |                          |  |

| Cúp FA Hàn Quốc Đội vô địch 2010 |
| -------------------------------- |
| Suwon Bluewings Danh hiệu thứ 3  |

## Giải thưởng
- Cầu thủ xuất sắc nhất vòng đấu — Vòng Một:  Shin Kang-Sun (Bucheon FC 1995)[7]
- Cầu thủ xuất sắc nhất vòng đấu — Vòng Hai:  Hwang Myung-Kyu (Đại học Dongguk)[8]
- Cầu thủ xuất sắc nhất vòng đấu — Vòng 32 đội:  Ji Dong-Won (Chunnam Dragons)[9]
- Cầu thủ xuất sắc nhất vòng đấu — Vòng 16 đội:  Índio (Chunnam Dragons)[10]
- Cầu thủ xuất sắc nhất vòng đấu — Tứ kết:  Kim Eun-Jung (Jeju United FC)[11]
- Cầu thủ xuất sắc nhất vòng đấu — Bán kết:  Han Ji-Ho (Busan I'Park)[12]
- Cầu thủ xuất sắc nhất giải:  Yeom Ki-Hun (Suwon Samsung Bluewings)[13]